# Њу Камбрија (Канзас)
Њу Камбрија (енгл. New Cambria) град је у америчкој савезној држави Канзас.

## Демографија
По попису из 2010. године број становника је 126, што је 24 (-16,0%) становника мање него 2000. године.
| Група             | 2000.       | 2010.       |
| Белци             | 145 (96,7%) | 121 (96,0%) |
| Афроамериканци    | 2 (1,3%)    | 0 (0,0%)    |
| Азијати           | 0 (0,0%)    | 0 (0,0%)    |
| Хиспаноамериканци | 0 (0,0%)    | 1 (0,8%)    |
| Укупно            | 150         | 126         |